# Зальцман, Филипп
Филипп Зальцман (нем. Philippe Salzmann, 1781—1851) — немецкий врач, ботаник и энтомолог.

## Биография
Филипп Зальцман родился в семье Христиана Готтгильфа Зальцмана, основателя Шнефентальской школы в Вальтерсхаузене. Зальцман учился медицине в Гёттингенском университете с 1800 по 1801, затем перешёл в Венский университет. В 1803—1805 годах Зальцман учился в Университете Галле, в 1805 — в Парижском университете. В 1806 году Филипп переехал в Монпелье, где работал в больнице. Зальцман путешествовал и собирал образцы растений в южной Франции, Испании и Северной Африке. С 1827 по 1830 он жил в Бразилии, штате Баия. Филипп Зальцман скончался 11 мая 1851 года в Монпелье.
Большая часть типовых образцов растений, описанных Филиппом Зальцманом, хранится в гербарии Ботанического института Университета Монпелье-2 (MPU).

## Род и некоторые виды растений, названные в честь Ф. Зальцмана
- Salzmannia DC., 1830
- Adenocalymma salzmannii DC., 1845
- Aechmea salzmannii Baker, 1889 [syn.  Hohenbergia salzmannii (Baker) E.Morren, 1889]
- Annona salzmannii A.DC., 1832
- Anotis salzmannii DC., 1830 [syn.  Oldenlandia salzmannii (DC.) Benth. & Hook.f. ex B.D.Jacks., 1894]
- Baccharis salzmannii DC., 1836
- Byrsonima salzmanniana A.Juss., 1840
- Cestrum salzmannii Dunal, 1852
- Clinopodium salzmannii Kuntze, 1891 [syn.  Satureja salzmannii (Kuntze) P.W.Ball, 1972]
- Crepis salzmannii Babc., 1947
- Ditassa salzmannii E.Fourn., 1885
- Erodium salzmannii Delile, 1838
- Genista salzmannii DC., 1825
- Herpestis salzmannii Benth., 1836 [syn.  Bacopa salzmannii (Benth.) Edwall, 1897]
- Hyptis salzmannii Benth., 1833 [syn.  Hypenia salzmannii (Benth.) Harley, 1988]
- Hypochaeris salzmanniana DC., 1838
- Inga salzmanniana Benth., 1845
- Julocroton salzmannii Baill., 1864 [syn.  Croton salzmannii (Baill.) G.L.Webster, 1992]
- Kalbfussia salzmannii Sch.Bip., 1833 [syn.  Scorzoneroides salzmannii (Sch.Bip.) Greuter & Talavera, 2006]
- Koeleria salzmannii Boiss., 1852 [syn.  Rostraria salzmannii (Boiss.) Holub, 1972]
- Lantana salzmannii Schauer, 1847
- Lipocarpha salzmanniana Steud., 1855
- Machaerium salzmannii Benth., 1862
- Meniscium salzmannii Fée, 1852 [syn.  Thelypteris salzmannii (Fée) C.V.Morton, 1960]
- Mimusops salzmannii A.DC., 1844 [syn.  Manilkara salzmannii (A.DC.) H.J.Lam, 1941]
- Moquilea salzmannii Hook.f., 1867 [syn.  Licania salzmannii (Hook.f.) Fritsch, 1889]
- Myrcia salzmannii O.Berg, 1857
- Nardurus salzmannii Boiss., 1844 [syn.  Narduroides salzmannii (Boiss.) Rouy, 1913]
- Panicum salzmannii Trin. ex Steud., 1854 [syn.  Isachne salzmannii (Trin. ex Steud.) Renvoize, 1984]
- Psychotria salzmanniana Müll.Arg., 1881
- Rottboellia salzmannii Trin. ex Steud., 1854 [syn.  Schizachyrium salzmannii (Trin. ex Steud.) Nash, 1912]
- Stigmaphyllon salzmannii A.Juss., 1840
- Tabernaemontana salzmannii A.DC., 1844
- Tournefortia salzmannii DC., 1845
- Vernonia salzmannii DC., 1836